# Celestino Colleoni

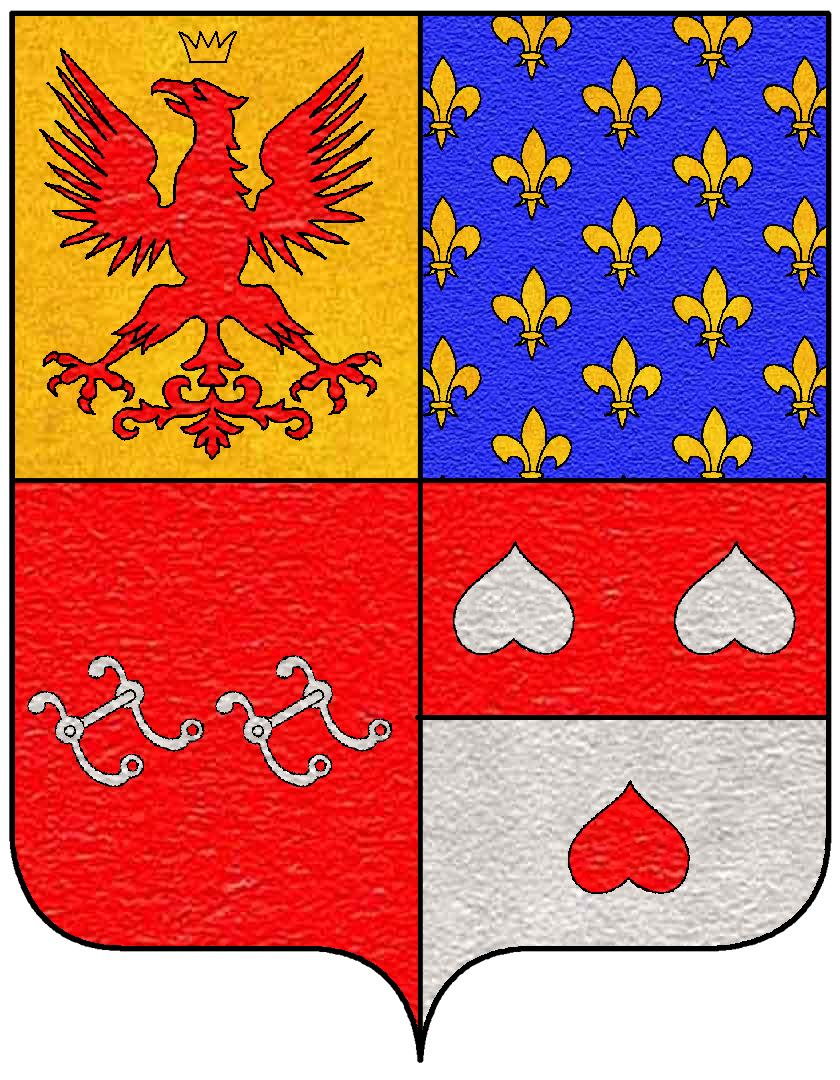
Stemma Martinengo-Colleoni

Celestino Colleoni, noto anche come Frate Celestino da Bergamo (Martinengo, 1568 – Bergamo, 14 marzo 1635), è stato uno storico e predicatore italiano.

## Biografia
Figlio di Gian Antonio, conte appartenente al ramo dei Martinengo della nobile famiglia dei Colleoni, nacque presumibilmente nel 1568 nel paese di Martinengo, in provincia di Bergamo.
Del suo periodo giovanile non è possibile ricostruire alcuna vicenda, dal momento che le uniche sue notizie sono riconducibili a quando si trasferì nel capoluogo orobico dove entrò nel locale convento di frati cappuccini.
Dopo aver abbracciato la disciplina monastica, nei primi periodi riuscì a farsi apprezzare per il suo ruolo di predicatore, mansione a cui ben presto cominciò ad affiancare un'attiva ricerca in ambito storico. Questa sua passione, unita ad una buona conoscenza delle lingue classiche, lo portò a raccogliere tutto il materiale che riguardasse la sua terra, arrivando a redigere numerosi scritti inerenti sia gli aspetti fisici che antropici legati alla sua terra, senza tralasciarne le personalità e le istituzioni religiose presenti.
La sua principale opera fu la Historia quadripartita di Bergamo et suo territorio, una raccolta di documenti, atti, storie e leggende popolari, spesso basate su trame fantasiose. Questi suoi scritti vennero suddivisi in quattro volumi, dei quali soltanto i primi due videro la pubblicazione tra il 1617 ed il 1618, dal momento che gli altri rimasero manoscritti a causa della sopraggiunta morte dell'autore.
Di essi, il primo libro si propone l'ambizioso obiettivo di ricostruire la storia della città e della sua gente, dalla fondazione fino al XVII secolo, includendo una minuziosa descrizione del territorio orobico e dei paesi in esso inclusi; nel secondo viene raccontata l'evoluzione della diocesi locale, con l'aggiunta di aneddoti e leggende. Gli ultimi due tomi includono invece la descrizione degli enti ecclesiastici e pii, delle comunità religiose, ma anche le biografie dei vescovi bergamaschi e dei santi legati alla città di Bergamo, quali i santi Fermo e Rustico, santa Grata e san Patrizio.
Non mancarono tuttavia le critiche alla sua opera, a causa di una pressoché totale mancanza di attendibilità per ciò che riguardava gli eventi lontani, credibilità che aumentava man mano che gli avvenimenti si facevano più prossimi al periodo in cui vennero scritti. Inoltre per alcuni autori, il Colleoni fu particolarmente benevolo e compiacente nei confronti di alcune nobili famiglie citate nei suoi racconti. In ogni caso la sua opera rimase per secoli uno dei principali punti di riferimento per gli storici bergamaschi, in quanto permette di fornire uno spaccato sulla vita reale del tempo.
Morì nel marzo 1635, a un'età di 67 anni, probabilmente in seguito a una lunga e debilitante malattia, come indicato da Donato Calvi nelle sue cronache.

## Opere

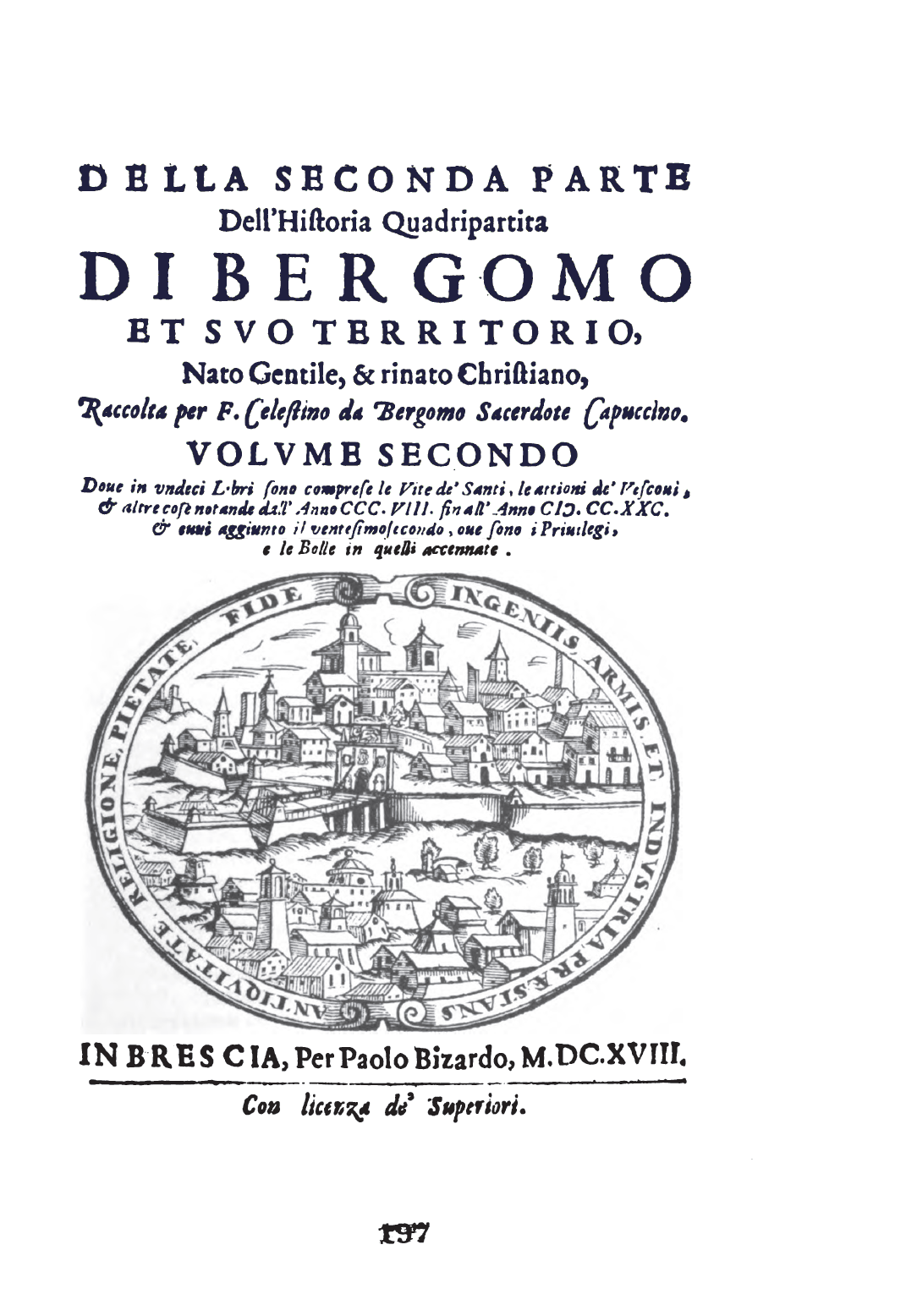
Historia quadripartita di Bergamo et suo territorio. Volume secondo

- Vita martirio, morte, e traslationi delli gloriosi SS. martiri Fermo e Rustico della ill. famiglia Crotta. Raccolta da diuersi graui auttori per il p. F. Celestino da Bergamo. Con dodici maniere d'honorare i santi, 1606, SBN TO0E104684.
- Historia Quadripartita di Bergomo et suo territorio, nato Gentile e rinato Christiano, 1617-1618, SBN MODE027468.
- Breve narratione della Madonna delle Grazie di Ardesio (1618)
- Breue ragguaglio del tempo, in cui vennero a Bergomo i capuccini, fr. minori di San Francesco … Et è il libro 335. della seconda parte della Historia quadripartita di Bergomo, & c. raccolta per P. Celestino sacerd. capuccini. Dedicato all'illustrissimo signor conte Gio. Girolamo Albano caualiere di San Stefano, Brescia, Bartolomeo Fontana, 1622, SBN PUVE023369.
- Biografia di san Patrizio (1622)
- Breve ragguaglio dell'origine e progetto della Madonna della fontana fuor di Romano e dell'apparizione di San Difendo Martire (1746, postumo)
- Storia del monastero di Pontida (1876, postumo)
- Biografia di santa Grata